# Promozione Calabria 1984-1985
Nella stagione 1984-1985 la Promozione era sesto livello del calcio italiano (il massimo livello regionale). Qui vi sono le statistiche relative al campionato in Calabria.
Il campionato è strutturato in vari gironi all'italiana su base regionale, gestiti dai Comitati Regionali di competenza. Promozioni alla categoria superiore e retrocessioni in quella inferiore non erano sempre omogenee; erano quantificate all'inizio del campionato dal Comitato Regionale secondo le direttive stabilite dalla Lega Nazionale Dilettanti, ma flessibili, in relazione al numero delle società retrocesse dal Campionato Interregionale e perciò, a seconda delle varie situazioni regionali, la fine del campionato poteva avere degli spareggi sia di promozione che di retrocessione.

## Squadre partecipanti
- F.C. Calcio Acri, Acri (CS)
- A.C. Archi, Archi di Reggio Calabria
- A.C. Bagnarese, Bagnara Calabra (RC)
- U.S. Chiaravalle Frama, Chiaravalle Centrale (CZ)
- A.S.D. Corigliano Schiavonea, Corigliano Calabro (CS)
- A.C. Gioiese 1918, Gioia Tauro (RC)
- La Sportiva Cariatese, Cariati (CS)
- C.S. Lazzaro, Lazzaro di Motta San Giovanni (RC)
- A.C. Locri 1909, Locri (RC)

- A.S. Marina di Gioiosa, Marina di Gioiosa Ionica (RC)
- S.S. Roccella, Roccella Ionica (RC)
- F.C. Rogliano, Rogliano (CS)
- S.S. Silana, San Giovanni in Fiore (CS)
- A.S. Spezzano Albanese, Spezzano Albanese (CS)
- S.S. Trebisacce, Trebisacce (CS)
- A.S.D. Villese Calcio, Villa San Giovanni (RC)

## Classifica finale
|  | Pos. | Squadra               | Pt | G  | V  | N  | P  | GF | GS | DR  |
|  | ---- | --------------------- | -- | -- | -- | -- | -- | -- | -- | --- |
|  | 1.   | La Sportiva Cariatese | 44 | 30 | 17 | 10 | 3  | 44 | 24 | +20 |
|  | 2.   | Acri                  | 41 | 30 | 16 | 9  | 5  | 48 | 23 | +25 |
|  | 3.   | Trebisacce            | 38 | 30 | 14 | 10 | 6  | 38 | 24 | +14 |
|  | 4.   | Villese               | 35 | 30 | 13 | 9  | 8  | 28 | 23 | +5  |
|  | 5.   | Roccella              | 32 | 30 | 12 | 8  | 10 | 29 | 32 | -3  |
|  | 6.   | Rogliano              | 32 | 30 | 11 | 10 | 9  | 34 | 30 | +4  |
|  | 7.   | Chiaravalle Frama     | 31 | 30 | 8  | 15 | 7  | 26 | 23 | +3  |
|  | 8.   | Locri                 | 30 | 30 | 10 | 10 | 10 | 26 | 30 | -4  |
|  | 9.   | Silana                | 30 | 30 | 10 | 10 | 10 | 33 | 33 | 0   |
|  | 10.  | Bagnarese             | 29 | 30 | 10 | 9  | 11 | 36 | 35 | +1  |
|  | 11.  | Corigliano Schiavonea | 29 | 30 | 10 | 9  | 11 | 26 | 27 | -1  |
|  | 12.  | Archi                 | 28 | 30 | 11 | 6  | 13 | 27 | 31 | -4  |
|  | 13.  | Gioiese               | 28 | 30 | 11 | 6  | 13 | 30 | 34 | -4  |
|  | 14.  | Marina di Gioiosa     | 27 | 30 | 7  | 13 | 10 | 30 | 27 | +3  |
|  | 15.  | Spezzano Albanese     | 23 | 30 | 6  | 11 | 13 | 22 | 37 | -15 |
|  | 16.  | Lazzaro (-1)          | 2  | 30 | 1  | 1  | 28 | 5  | 64 | -59 |